# Uhry
Uhry, Uherce Niezabitowskie (ukr. Угри) – wieś na Ukrainie w rejonie gródeckim obwodu lwowskiego.

## Pałac
- piętrowy pałac wybudowany w drugiej połowie XIX wieku przez Włodzimierza Niezabitowskiego, posła na Sejm galicyjski. Obiekt otaczał park o pow. 5 ha[1]. Zniszczony w latach 1914–1918.